# Belisana lamellaris
Belisana lamellaris es una especie de arañas araneomorfas de la familia Pholcidae.

## Distribución geográfica
Es endémica de la isla de Hainan (China).